# Johann Siegmund von Liebenau
Johann Siegmund von Liebenau (* 17. November 1607 in Krumhermsdorf; † 14. September 1671 in Dresden) war ein Offizier beim sächsischen Militär und Amtshauptmann des Amtes Pirna. Militärische Verdienste erlangte von Liebenau, als er 1639 während des Dreißigjährigen Krieges die Festung Sonnenstein in Pirna erfolgreich gegen die schwedischen Truppen verteidigte. Ab 1668 fungierte er als Oberbefehlshaber aller sächsischer Festungen und deren Besatzungen.

## Leben und Wirken
Johann Siegmund entstammte dem Adelsgeschlecht von Liebenau. Im Dreißigjährigen Krieg (1618–1648) hatte die Festung auf dem Sonnenstein die Elbe und die sächsisch-böhmische Grenze zu kontrollieren. Um 1632, als der Krieg auch auf Sachsen übergriff, versetzte Oberstleutnant Hans Georg Speett die Stadt Pirna und die Festung Sonnenstein in Verteidigungsbereitschaft. Am 3. März 1638 übertrug der sächsische Kurfürst Johann Georg I. dem Kommandanten der sächsischen Feldartillerie, Obristleutnant (Oberstleutnant) Johann Siegmund von Liebenau, den Oberbefehl über die Burg (das Schloss) und die Stadt Pirna.
Liebenau veranlasst, dass die Festung in einen verteidigungsfähigen Zustand versetzt wird, in der Stadt die Gräben und Mauern ausgebessert und die Tore mit Pfahlwerk verrammelt werden. In der Stadt und im Schloss stehen ihm etwa 500 Offiziere und Mannschaften zur Verfügung. Dazu kommen die unter dem Kommando ihrer Viertelsmeister stehenden bewaffneten Bürger von Pirna, die zur Verteidigung der Tore und der ihr zugewiesenen Mauerabschnitte bereitstehen. Bei der Annäherung der Schweden lässt Liebenau, wohl um freies Schussfeld zu haben, die äußeren Häuser der Vorstädte „auf 50 Schuh im Umkreis vom Stadtgraben“ niederbrennen. Betroffen waren die Obertorvorstadt, die Schifftorvorstadt und die Dohnaische Vorstadt mit der Nikolaikirche und daran anschließenden Kranken- und Siechenhäusern.
Am 23. April 1639 greifen die schwedischen Truppen unter Feldmarschall Johan Banér die Stadt Pirna ab 8 Uhr morgens an. Zunächst werden besonders die Tore und Türme der Stadt mit Kanonen beschossen. An der Breiten Gasse (etwa an der Einmündung der heutigen Siegfried-Rädel-Straße in die Breite Straße) stehen 5 Kanonen, die das Dohnaische Tor beschießen, vom Schlossberg aus werden das Obertor und die Brustwehren an den Wällen und Mauern angegriffen, von der Höhenzügen auf der rechten Elbseite in Copitz her richtet sich das Kanonenfeuer gegen das Elbtor im Norden, die „Pforte“, das Schifftor im Osten und das Salzhaus. Aber auch die schwedischen Belagerer werden von der Stadt und dem Schloss aus beschossen und erleiden starke Verluste.
Gegen 12 Uhr entsteht am Dohnaischen Tor eine Bresche; das Schutzgitter kann nicht geschlossen werden. Die Schweden stürmen hindurch in die Stadt, dringen gleich darauf auch an der „Pforte“ ein, während Elb- und Obertor noch verteidigt werden. Liebenau zieht sich deshalb mit seinen Soldaten auf das Schloss zurück, wobei sie beim Zurückweichen die Häuser unterhalb des Schlosses plündern. - Die Festung konnten die Schweden während der ganzen fünfmonatigen Belagerung nicht einnehmen.
Banér zieht in der ersten Maihälfte 1639 mit dem größten Teil seiner Soldaten nach Böhmen, als Liebenau die Aufforderung zur Kapitulation abgelehnt hatte. Zwei schwedische Regimenter zu je 600 Mann blieben zur Belagerung zurück und wurden Ende Mai durch zwei weitere Regimenter verstärkt. In den folgenden Monaten gab es sowohl Versuche der Schweden, das Schloss zu erobern, wie sächsische Versuche von Dresden her, das Schloss mit Nachschub an Verpflegung und Munition zu versorgen und die Besatzung zu verstärken, was einige Male gelang. Zeitweilig mussten sich die Schweden in Pirna verschanzen.
Der Artilleriebeschuss beschädigte die Gebäude der Festung schwer. Sächsische Entsatztruppen fügten den Schweden große Verluste zu, konnten die Belagerung aber nicht beenden. Ein kaiserliches Heer, das Pirna zurückerobern sollte, musste sich im September 1639 vor den wieder anrückenden schwedischen Truppen zurückziehen, um nicht von Dresden abgeschnitten zu werden. In diese Zeit fällt die Rettung der Stadt Pirna am 25. September 1639 durch Theophilus Jacobäer, der durch einen Bittbrief verhindert, dass die Schweden die Stadt niederbrennen. Kurz darauf zogen die Schweden schließlich ganz von Pirna ab.
Von Liebenau, der Festungskommandant, fordert nun die Bürger zur Rückkehr in ihre Stadt auf. Der Kurfürst weist ihn an, seinen Soldaten „alles Plündern und Gewalttätigkeiten“ zu verbieten! Der damals 33-Jährige von Liebenau, dessen ganzes Verdienst darin bestand, im sicheren Schloss Sonnenstein ausgeharrt zu haben, erwies sich unmittelbar nach dem „Pirn’schen Elend“ als habgieriger Geschäftemacher. Die Not der Menschen ausnutzend, tätigte er zwischen 1640 und 1664 rund 20 „Rechtsgeschäfte“ und eignete sich dabei umfangreichen Grundbesitz vor den Toren der Stadt an. Als Entschädigung für finanzielle Einbußen belehnte ihn der Kurfürst mit dem Rittergut Langenhennersdorf samt dazugehörigem Dorf und Vorwerk Neustruppen. Später kaufte er das Rittergut Zehista, zu dem noch die Dörfer Zehista, Goes, Luga, ein Teil von Kreischa und Vorwerke der weiteren Umgebung kamen. Der Rat von Pirna hatte Mühe, sich gegen wiederholte und unverschämte Forderungen und Anmaßungen zu wehren. So war der zuweilen als Verteidiger der Stadt gepriesene v. Liebenau der wahre Großverdiener am Elend seiner Landsleute. (Zitat von Hugo Jensch)
Nachdem die Schweden abgezogen waren, stellte Festungskommandant von Liebenau mit seinen 150 Mann bis 1644 die Wohnhäuser im Schlosshof wieder her. Er baute außerdem einen neuen Brunnen auf dem inneren Festungshof, setzte die Tore instand, errichtete ein Brauhaus und verstärkte die Mauern und Brücken der Festung.
In der Folgezeit war von Liebenau nicht nur Oberkommandant der Festungen Königstein und Sonnenstein, sondern auch Amtshauptmann in Pirna. 1668 befehligte er sämtliche Festungen in Sachsen und deren Besatzungen. 1674 übernahm er auch das Kommando über die Festung der Haupt- und Residenzstadt Dresden.
Eine Quelle besagt, dass sein Grab sich in der Pirnaer Stadtkirche St. Marien befindet. Dies ist sehr unwahrscheinlich, da sich in der Kirche (innen und außen) keine Gräber, sondern nur Epitaphe befinden und von diesen keines auf Liebenau verweist.